# 1281 Jeanne
1281 Jeanne је астероид главног астероидног појаса. Приближан пречник астероида је 21,65 ,
а средња удаљеност астероида од Сунца износи 2,558 астрономских јединица (АЈ).
Инклинација (нагиб) орбите у односу на раван еклиптике је 7,449 степени, а орбитални период износи 1494,897 дана (4,092 године). Ексцентрицитет орбите астероида износи 0,204.
Апсолутна магнитуда астероида износи 11,60 а геометријски албедо 0,086.
Астероид је откривен 25. августа 1933. године.